# Краљевство Куру
Куру било је аријевска држава античке Индије на територији савременог Делхија и Харјане. Основано је уједињењем племена Бхарата и Пуру почетком Касног ведског периода (1100-500 п. н. е), и заједно са Панчалом представља прво аријевско државно друштво. Првобитно номадска заједница, вероватно врста племенске аристократске републике, временом прераста у наследну монархију чије се становништво трајно настањује. У каснијем периоду (од 500. п. н. е) сматрана је за једну од махаџанапада, односно великих аријевских краљевина. Државност краљевства Куру престала је у 4. веку п. н. е, прво пред освајањем Александровог, па коначно Мауријског царства.
Као прва, Куру била је и међу најутицајнијим од старих аријевских држава. Племе Бхарата које ју је основало подарило је једно од имена савременој Републици Индији. Њени политички преврати око 6. века п. н. е. вероватно су историјска позадина Махабхарате, најстаријег санскритског епа.